# Andrzej Marciniak (matematyk)
Andrzej Jerzy Marciniak (ur. 6 września 1953 w Poznaniu) – polski matematyk, astronom i informatyk, profesor nauk technicznych. Specjalizuje się w metodach numerycznych, mechanice nieba oraz programowaniu komputerów. Profesor uczelni w Instytucie Informatyki Wydziału Informatyki Politechniki Poznańskiej oraz (od roku 2013) profesor zwyczajny w Katedrze Informatyki Akademii Kaliskiej im. Prezydenta Stanisława Wojciechowskiego.

## Kariera naukowa
Na poznańskim Uniwersytecie im. A. Mickiewicza ukończył z wyróżnieniem matematykę (1977, specjalność: metody numeryczne) i astronomię (1979, specjalność: mechanika nieba) oraz uzyskał stopień doktora nauk matematycznych (1981). Habilitował się na toruńskim UMK z astronomii w 1994 na podstawie dorobku naukowego i rozprawy pt. Wybrane metody numeryczne rozwiązywania zagadnienia n ciał. Tytuł naukowy profesora nauk technicznych został mu nadany w 2010. W latach 1997–2008 był członkiem Polskiego Towarzystwa Informatycznego, w ramach którego pełnił funkcję prezesa (2005–2008). Członek Komitetu Informatyki PAN w kadencji 2007–2011. Na UAM pracował w latach 1977–1987 jako asystent i adiunkt w Instytucie Matematyki, zaś w latach 2000–2011 jako profesor w Zakładzie Algorytmiki i Programowania Wydziału Matematyki i Informatyki UAM. Od 1987 nieprzerwanie pracuje naukowo na Politechnice Poznańskiej (do 1993 w Instytucie Matematyki, a później w Instytucie Informatyki).

## Publikacje
Autor licznych książek poświęconych programowaniu, głównie w języku Pascal i Delphi, a także kilkudziesięciu innych publikacji z zakresu metod numerycznych i programowania komputerów. Jest współautorem (wraz z Michałem Jankowskim) słownika informatycznego angielsko-polskiego wydanego przez PWN.
W dorobku publikacyjnym A. Marciniaka znajdują się m.in.:
- ChiWriter. Profesjonalny edytor tekstów naukowo-technicznych. Wersja 3.16, wyd. Nakom 1991, ISBN 83-85060-18-9
- Słownik informatyczny angielsko-polski. 22335 haseł (wraz z M. Jankowskim), wyd. PWN 1991, ISBN 83-01-09020-0
- TURBO PASCAL 5.5, wyd. Nakom 1991, ISBN 83-85060-20-0
- Basic Numerical Procedures in Turbo Pascal for Your PC (wraz z D. Gregulec i J. Kaczmarek), wyd. Nakom 1992, ISBN 83-85060-30-8
- Programowe sterowanie drukarką laserową i konstruowanie zbiorów znaków – język PCL, wyd. Nakom, Poznań 1992, ISBN 83-85060-45-6
- System operacyjny DR DOS 6.0 dla początkujących i zaawansowanych (wraz z M. Jankowskim), wyd. Nakom 1993, ISBN 83-85060-47-2
- Biblioteka Turbo Vision 2.0, wyd. Nakom 1994, ISBN 83-85060-69-3
- Środowiska programowe, wyd. Nakom 1994, ISBN 83-85060-53-7
- Język programowania, wyd. Nakom 1994, ISBN 83-85060-53-7
- Programy narzędziowe, wyd. Nakom 1994, ISBN 83-85060-53-7
- Biblioteka Turbo Vision 2.0, wyd. Nakom 1994, ISBN 83-85060-69-3
- Grafika komputerowa w języku Turbo Pascal, wyd. Nakom 1998, ISBN 83-85060-46-4
- Borland Delphi 5 Professional – Object Pascal, wyd. Nakom 2000, ISBN 83-86969-49-0
- Nowe elementy języka Object Pascal w pakiecie Borland Delphi 3 i 4. Suplement do wersji 2.0, wyd. Nakom 2000, ISBN 83-86969-19-9
- Selected interval methods for solving the initial value problem, wyd. Politechniki Poznańskiej 2009, ISBN 978-83-7143-823-3

Artykuły publikował w takich czasopismach jak „Computational Methods in Science and Technology”, „Journal of Medical Informatics & Technologies”, „Parallel Processing and Applied Mathematics”, „Computers & Mathematics With Applications” oraz „Numerical Algorithms”.

## Odznaczenia
Odznaczony Srebrnym Krzyżem Zasługi (2001) oraz Medalem Komisji Edukacji Narodowej.